# 蜥結龍屬
蜥結龍屬（意為「蜥蜴的甲盾」）又名楯甲龍，是結節龍科恐龍的一屬，生存於早白堊紀的北美洲。目前已有一個已命名種，愛氏蜥結龍（S. edwardsorum），但可能有其他種存在。就生理結構上而言，蜥結龍是研究最深入的結節龍科之一；大部分化石發現於Cloverly組地層，約1億1500萬年前到1億1000萬年前。
蜥結龍是種中等大小的結節龍科恐龍，身長約5公尺。蜥結龍擁有特別長的尾巴，佔了身長的一半。雖然蜥結龍的身體小於現代的黑犀牛，但體型相近，而重量估計約1500公斤。這些額外的重量主要來自於身體外部的骨板，包含頸部的大型尖刺。

## 敘述

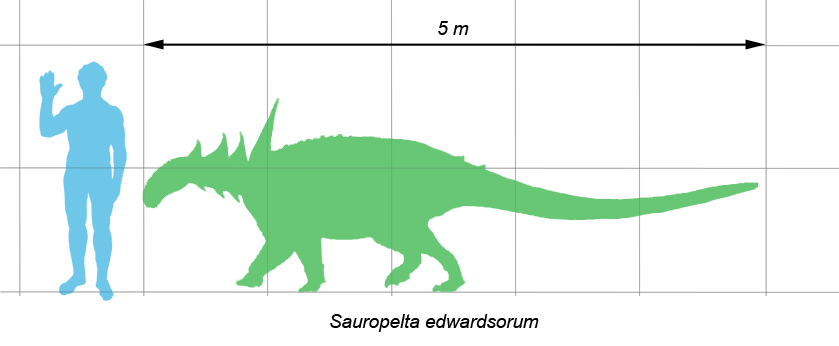
蜥結龍與人類的體型比較

蜥結龍是種四足、草食性恐龍，身長接近5公尺。頭顱骨呈三角形，口鼻部逐漸變尖，後段較寬，眼睛後面最寬處為35公分。不像某些其他結節龍科，蜥結龍的頭頂平坦，而非圓頂狀。蜥結龍的頭頂非常厚，由平坦的骨質骨板所覆蓋，因為這些骨板緊緊地固定住，所以沒有胄甲龍、爪爪龍、林木龍、與其他甲龍類所擁有的顱縫。這狀態有可能是化石保存過程的後果。如同其他甲龍類，蜥結龍的眶後骨與顴骨有三角形的厚鱗甲，分別位於眼睛之上與之下。蜥結龍的上下頜擁有葉狀牙齒，可用來切斷植物，這是典型的結節龍科特徵。目前不清楚頭顱骨的前端模樣，但上下頜前端應有銳利的骨質囓喙（Tomium），如同其他甲龍類。這些囓喙可能覆蓋者角質，構成喙狀嘴。
蜥結龍的尾巴相當長，佔了身體長度的接近一半。一個化石上發現了40節尾椎，但某些已經遺失，所以實際數目應該超過50節。尾巴擁有骨化肌腱，可使尾巴硬挺。如同其他甲龍類，蜥結龍擁有寬廣的身體、非常寬的骨盆與胸腔。前肢短於後肢，使得背部呈弓狀，最高處位於臀部。牠們的足部、四肢、肩膀、骨盆非常結實，可支撐巨大的體重。美國古生物學家肯尼思·卡彭特（Kenneth Carpenter）估計蜥結龍的體重為1500公斤。

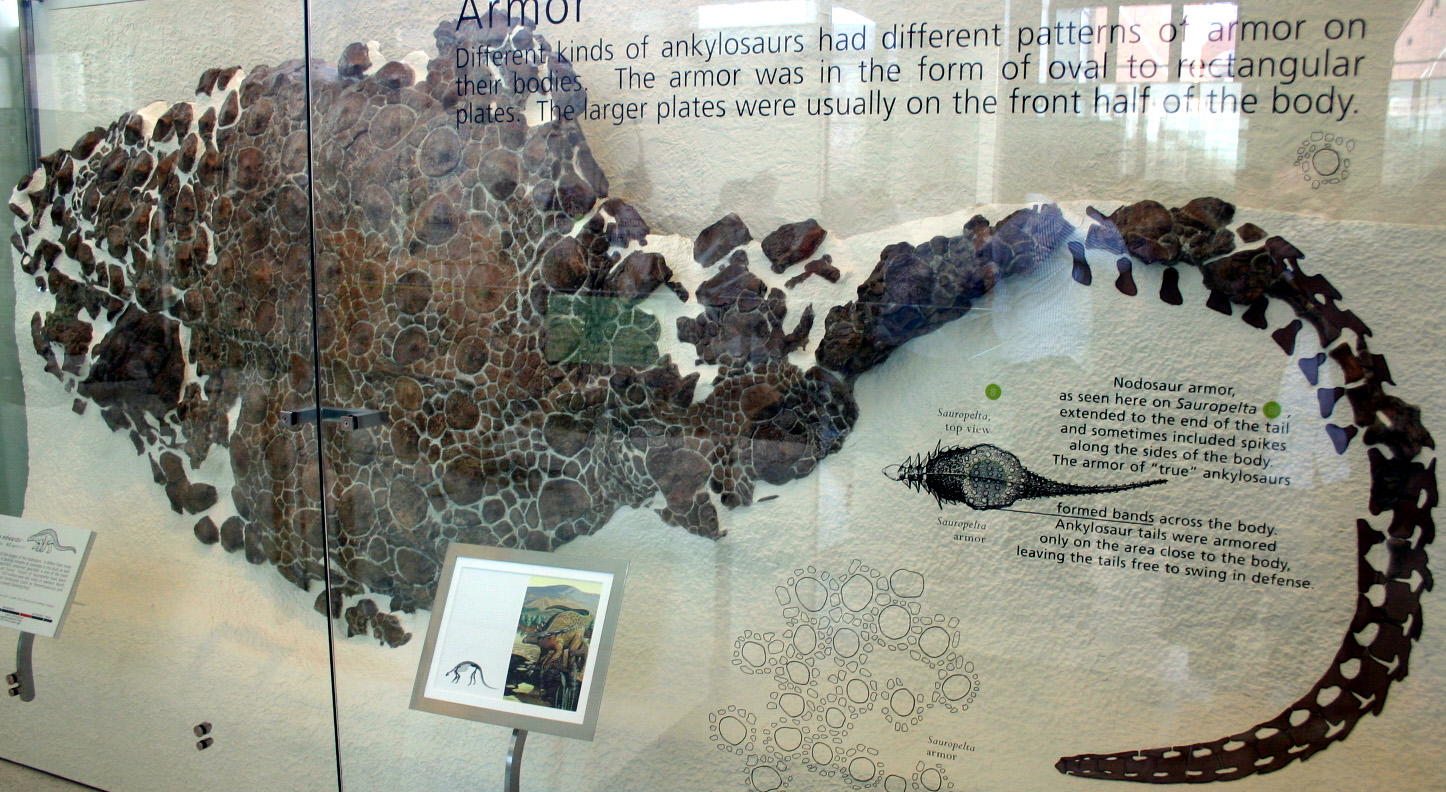
蜥結龍的裝甲 - 美國自然歷史博物館

如同其他結節龍科，蜥結龍身上覆蓋者裝甲，由嵌入皮膚的皮內成骨（Osteoderm）所構成。這些鱗甲都位於牠們生前的位置，使得肯尼思·卡彭特與其他科學家可以精確的描述它們的位置。蜥結龍的頸部有兩排平行的鱗甲，背部與尾巴的上半面皮膚覆蓋者小型、骨質稜甲，而身體左右兩側各有一排平行的大型、圓錐狀鱗甲。臀部上方的小稜甲與大型圓形鱗甲互相緊密交錯，形成薦部裝甲。這種薦部裝甲也發現於其他甲龍類身上，例如多刺甲龍與南極甲龍。蜥結龍的身體兩側各有兩排大型的尖刺，尖刺從頸部開始，越接近肩膀的尖刺越大，身體兩側的尖刺逐漸縮小，終止在臀部。臀部之後的尾巴兩側則有平坦的三角形骨板，骨板朝後方，而且越接近尾端，骨板越小。肯尼思·卡彭特最初認為蜥結龍的身體的兩側各有一排頸部尖刺與尾部骨板，但他最近與James Kirkland發現蜥結龍的身體的兩側是各有兩排上下平行的尖刺與骨板。上排的頸刺朝向後上方，而下排的頸刺朝向後外側。而兩排頸刺與尾板的基部互相固定，限制了頸部與尾巴前段的靈活性。

## 分類
自從約翰·奧斯特倫姆（John Ostrom）在1970年首次敘述蜥結龍，牠們就被分類於結節龍科。結節龍科與甲龍科都屬於甲龍亞目。結節龍科包含特定頭顱骨特徵，例如下頜末端往下彎曲、口鼻部較甲龍科狹窄，以及缺乏尾槌。結節龍科被發現於北美洲與歐洲，而甲龍科除了北美洲與歐洲以外，也生存於亞洲。

### 分類系統
結節龍科的演化關係系統還沒有確定，蜥結龍、林木龍、以及爪爪龍的化石發現於較古老的地層，有時被認為比胄甲龍、埃德蒙頓甲龍、以及活堡龍更為基礎、原始。在一個2001年的研究中， 肯尼思·卡彭特將前三屬與後三屬列為兩個群體，並互相為姐妹演化支，但也發現胄甲龍可能屬於任一演化支，依所選定的分類特徵而定。

## 發現與命名
在1930年代早期，著名古生物學家巴納姆·布郎（Barnum Brown）在蒙大拿州比格霍恩縣的Cloverly組發現了蜥結龍的正模標本。化石的發現地位於烏鴉印地安保留區之內。蜥結龍的正模標本（編號AMNH 3032）是一個部份骨骸。布郎也發現了另兩個蜥結龍的標本（編號AMNH 3035、AMNH3036）。後者是目前保存狀態最好的結節龍科化石，包含許多保持原位的鱗甲，目前正在紐約市美國自然歷史博物館展示中。編號AMNH 3035標本則包含了頸部裝甲與大部分頭顱骨、只缺乏口鼻部末端。在1960年代，耶魯大學皮巴第自然歷史博物館的約翰·奧斯特倫姆（John Ostrom）宣布他的挖掘團隊在Cloverly發現了另外的不完整蜥結龍化石。奧斯特倫姆在1970年建立新屬，蜥結龍（Sauropelta），以包含他與布郎的發現。在古希臘文中，σαυρος/sauros 意為「蜥蜴」，而πελτε/pelte意為「盾甲」，是以牠們身上的骨質裝甲為名。雖然奧斯特倫姆最初將種名命名為S. edwardsi，學名命名人喬治·奧利舍夫斯基（George Olshevsky）在1991年將拼法修正為愛氏蜥結龍（S. edwardsorum），以符合拉丁語拼音規則。
在蜥結龍被命名兩年後，編號AMNH 3036標本的照片標題被誤植為"Peltosaurus"，造成了許多困擾。但布朗並沒有在該標本的相關文獻與展覽品中提及正式名稱Sauropelta，而是非正式地使用"Peltosaurus"。但是，"Peltosaurus"已經命名於一種已滅絕的北美洲蛇蜥科蜥蜴上，因此無法使用在任何恐龍身上。
在1999年，肯尼思·卡彭特與他的同事敘述了一個大型結節龍科化石，該化石發現於猶他州的雪松山脈組，該地層與Cloverly地層屬於同一時期。他最初將這些化石歸類於蜥結龍的一個新種，但並沒有命名這個新種。在最近的研究中，肯尼思·卡彭特不再認為這個化石是蜥結龍的一個種，而僅將牠們歸類於結節龍科。
近期的新發現化石，包含在蒙大拿州的Cloverly地層發現的一個完整的頭顱骨，以及猶他州雪松山脈組發現的一個破碎骨骸。這些化石在脊椎動物化石學會的年度會議上被討論，等到正式公佈時，可能被歸類於蜥結龍。

## 生活環境
蜥結龍是結節龍科中已知最早的成員。蜥結龍的所有化石都來自於懷俄明州與蒙大拿州Cloverly組的中層，地質年代為早白堊紀的晚阿普第階到早阿爾比階，約1億1500萬年前到1億1000萬年前。蜥結龍生存於河畔的氾濫平原，該河流流向北方與東方的淺內海，侵蝕西側的低矮山脈，並形成沉積層。週期性的洪水帶來新的大量泥土，形成Cloverly沉積層，並掩埋許多動物的屍體，而少數的動物屍體形成化石。最後，淺海覆蓋了這片區域，並分隔了北美洲，形成西部內陸海道。這個地區所出土的豐富針葉樹化石，顯示該地區過去曾覆蓋者森林。禾本科在白堊紀後期出現，所以蜥結龍與其他早期草食性恐龍是以多樣性的針葉樹與蘇鐵為食。結節龍科具有狹窄的口鼻部，現代具有狹窄口鼻部的動物以選擇性的植物為食，而具有寬廣口鼻部的草食性動物則以廣泛的植物為食。
蜥結龍是Cloverly組的主要草食性動物之一，而該地最常見的草食性恐龍則是大型的鳥腳下目腱龍。除此之外，還有小型鳥腳類西風龍、少見的泰坦巨龍類、一種未命名的似鳥龍下目恐龍、馳龍科的恐爪龍（大量的牙齒顯示牠們的繁盛）、以小型獵物為食的小型基礎偷蛋龍下目小獵龍。Cloverly組的頂級掠食動物則是異特龍超科的高棘龍，只有發現破碎的化石，高棘龍還分布於德州與奧克拉荷馬州。另外，Cloverly組來發現了肺魚、三尖齒獸目哺乳類、數種烏龜、生存在水邊的鱷魚，顯示該地為溫暖的氣候。由於晚侏儸紀的優勢恐龍包含異特龍超科、劍龍類、以及多樣化的蜥腳下目，在Cloverly組發現的馳龍科、鳥腳類、結節龍科化石，顯示該地層的時期為早白堊紀。當Cloverly組的時期結束時，大群的亞洲動物遷徙到北美洲西部，包含暴龍科、角龍科、以及甲龍科，與該地原有的動物共同形成晚白堊紀的動物群。

## 外部連結
- Online Collections Database - 美國自然歷史博物館網站
  - AMNH 3032 (pictures of assorted bones included)
  - AMNH 3035 (pictures of skull and cervical armor included)
  - AMNH 3036
- 結節龍科的特徵、各版本系統發生學、古生物學 （页面存档备份，存于） - Tree of Life網站 （页面存档备份，存于）